# Скалисти планини
Скалистите планини (на английски: Rocky Mountains) са планинска верига в западната част на Северна Америка. Дължината им е над 4830 km от Британска Колумбия до Ню Мексико, преминавайки през Канада и САЩ. Ширината им е до 700 km в най-широката част.
Тук се намират едни от най-известните зимни курорти в САЩ – Аспен, Вейл, Кейстоун, Сноумас, Копър Маунтейн, всички в щата Колорадо. Има и 53 върха с височина над 4000 m в САЩ и 144 върха с височина над 3000 m в Канада. Най-високият връх е Елбърт в американския щат Колорадо с височина 4401 m над морското равнище. Връх Робсън (3954 m) е най-високият в канадската част на планината.
Формирани са преди 80 до 55 милиона години. Дават началото на няколко реки, имат природни залежи на мед, сребро, злато, въглища, нефт, желязо, цинк, олово, манган, молибден, уран и волфрам. В тях се намират няколко национални парка и известни гейзери.
В края на последния ледников период, хората започват да населяват тези планини, но те никога не стават гъсто населени. Изследването им от европейските колонизатори започва от експедициите на Александър Маккензи и Луис и Кларк. През периода 1859 – 1860 г. „златната треска“ привлича хиляди авантюристи и златотърсачи в района. Бързо се строят градове и бързо се напускат. Полуразрушените селища, запазени от това време, могат да бъдат посетени и разгледани. Планинската верига привлича много туристи, защото осигурява подходящи условия за лов, риболов, катерене, къмпинг, каране на ски и сноуборд.

## Eтимология
Името Скалисти планини е дадено от канадския пътешественик от френски произход Пиер Варен де ла Верандри след като прекосява река Пиер Жон (днес Йелоустоун – Жълт камък) на 1 януари 1743 г. Александър Маккензи прекосява планините през 1793 г. и ги нарича Stoney Mountains – „Каменистите планини“. През втората половина на XIX век планините връщат обратно предишното си име.

## География
Скалистите планини граничат на изток с Големите равнини, на запад с Вътрешното плато и Крайбрежните хребети в Канада, и с Колумбийското плато и Големия басейн в САЩ. Планинската верига е ограничена на север от река Лиард, Британска Колумбия и на юг от Рио Гранде в Ню Мексико. Други планински вериги са своеобразно продължение на скалистите планини отвъд тези реки в северна и южна посока. Това са планините Селуин в Юкон, Хребет Брукс в Аляска и Западна Сиера Мадре в Мексико. Въпреки това тези планински вериги не са същинските Скалисти планини, но са част от Кордилерите. Според схващането в САЩ, Скалистите планини включват и хребетите в Айдахо и Монтана, Кабинет и Салиш. Техните продължения Кутенай и Колумбия в Канада обаче не се смятат за част от Скалистите планини. Ширината на планинската верига варира от 110 до 480 km.
Също така на запад от Скалистите планини, далеч на север и срещу веригата Мускуа, са веригата Стикин и планината Оминека от Вътрешните планини, планинска система в Британска Колумбия. Малък район от източната страна на веригата, източно от град Принц Джордж – платото Макгрегър, прилича на част от Скалистите планини, но се счита, че принадлежи към Вътрешното плато.
Източният край на Скалистите планини се издига внезапно над Вътрешните равнини в Централна Северна Америка – той включва Предния хребет в Колорадо, хребета Уинд Ривър и планината Биг Хорн в Уайоминг, хребета Абсарока-Беъртут и Предните Скалисти планини в Монтана, връх Дъник в Колорадо и веригата Кларк в Алберта. В Канада географите определят три основни групи на Скалистите планини: Континенталната верига и веригите Харт и Мускуа (последните две са със страна към река Пийс Ривър – единствената река, която прорязва Скалистите планини), които са наричани с общото понятие „Северни Скалисти планини“. Планините Маккензи (на север от река Лиърд) също понякога са наричани част от Скалистите планини, но това е неофициално определение.
Западната част на Скалистите планини включва вериги като Уосач – близо до Солт Лейк Сити, и Битъруудс – покрай границата между щатите Айдахо и Монтана. Големият басейн и платото на река Колумбия отделят тези вериги от другите на запад, най-известните сред които са Сиера Невада, Каскадните планини и Крайбрежните планини.
Скалистите планини се отличават с това, че тук са най-високите върхове в Централна Северна Америка. Най-високият връх е Елбърт в Колорадо – 4 401 m над морското равнище. Връх Робсън в Британска Колумбия (3 954 m) е най-високият връх в канадската част на веригата.
В Скалистите планини се намира континенталния вододел на Америка и определя линията, според която реките се оттичат към Атлантическия или Тихия океан. Тройният вододелен връх в Монтана (2 440 m) е наречен така, защото водите от планината достигат не само тези два океана, но и Хъдсъновия залив. По-далеч на север в Алберта, Атабаска и други реки подхранват басейна на река Маккензи, която се влива в морето Бофорт, част от Северния ледовит океан.

## История на усвояване от човека

### Индианци
От времето на последния ледников период Скалистите планини са територия, обитавана от предците на индианските племена (палеоиндианци). Те се препитават чрез ловуване на мамути и праисторически бизони (по-големи от съвременния бизон) в подножията на планините и в техните долини. Както и съвременните племена, палеоиндианци вероятно мигрират по равнините през есента и зимата, за да ловуват бизони, а през пролетта и лятото се занимават с риболов в планините, лов на елени, уапити и събиране на корени и ягоди. Много научни доказателства свидетелстват за това, че индианците до значителна степен са влияели на числеността на млекопитаещите, които са ловували, и на растителния свят чрез съзнателно изгаряне на горите.

### Европейци
Европейците се появяват на територията на Скалистите планини през XVI век. През 1540 г. испанският изследовател Франсиско Васкес де Коронадо, с група войници, мисионери и африкански роби навлиза в региона на Скалистите планини от юг. Появата на коня, металните изделия, огнестрелните оръжия, новите болести и различната култура дълбоко изменят живота на коренните жители. Американските индианци са унищожени на историческите си територии главно от епидемии и войни.
През 1739 г. френските търговци на кожи Пиер и Пол Малет, пътешествайки през Големите равнини, откриват редица планини по горното течение на река Плат, които местните индиански племена наричат Скалисти планини, и стават първите европейци, посетили неизвестния планински хребет.
Александър Маккензи е първият европеец, който пресича Скалистите планини. Това става през 1793 г. Маккензи открива горното течение на река Фрейзер и достига до крайбрежието на Тихия океан в тази част, която сега е територия на Канада. На 20 юли, той завършва първия регистриран трансконтинентален преход на Северна Америка на север от Мексико. Откривателят пристига в Бела-Кула в Британска Колумбия, където достига морето при Саут-Бентинк-Арм – залив на Тихия океан.
Експедицията на Луис и Кларк (1804 – 1806) се счита за първото научно изследване на Скалистите планини: събрани са образци за съвременниците на изследователите – ботаници, зоолози и геолози. За експедицията се казва, че проправя пътя към (и през) Скалистите планини за европейските американци от изток, въпреки че Луис и Кларк срещат най-малко 11 европейци по време на пътешествието си през планината.
Такива отделни европейци, французи, испанци и британци, скитат из Скалистите планини от 1720-те до 1800-те години в търсене на полезни изкопаеми и кожи. За търговията с кожи, през 1799 г. Северозападната компания основава в подножието на планината фактория, наречена Скалисти планини като търговски пункт (на територията на съвременна Алберта), а техните съперници от Компанията на Хъдсъновия залив, създават недалеч търговски пункт на име Актън. В началото на XIX век, тези пунктове са в основата на по-голямата част от дейностите на европейците в канадските Скалисти планини. Сред най-значимите сред тях са експедициите на Дейвид Томпсън, който пътува по течението на река Колумбия до Тихия океан. По време на своето пътешествие през 1811 г., той се разполага на лагер на мястото при сливането на Колумбия и Снейк Ривър и оставя там стълб и съобщение, в което заявява правата на Великобритания над местността и намерението на Северозападната компания да построи форт в района.
Според англо-американската конвенция от 1818 г., която установява 49-ия паралел като международна граница на запад от Горското езеро до „Каменните планини“, Обединеното кралство и Съединените щати се съгласяват, земите на запад до Тихия океан да бъдат „съвместно владение“. С резолюция за териториалните и договорните въпроси, решаването на спора за границата на Орегон, е отложено за по-късна дата.
През 1819 г. Испания отстъпва на Съединените щати правата си върху земите на север от 42-рия паралел, макар че тези права не включват владения, а задължения към Великобритания и Русия относно техните претенции в региона.

### Заселване
След 1802 г., американски търговци на кожи и изследователи започват масово да прииждат в Скалистите планини южно от 49-ия паралел. Най-известните сред тях са Уилям Хенри Ашли, Джим Бриджър, Кит Карсън, Джон Колтър, Томас Фицпатрик, Андрю Хенри и Джедидая Смит. На 24 юли 1832 г., Бенджамин Люис Бонвил извършва първото пътуване, което пресича Скалистите планини през Уайомингския южен проход. По такъв начин, след експедицията на Маккензи през 1793 г., в западните Северни Скалисти планини са създадени постове за търговия с кожи – в района на северното вътрешно плато на Британска Колумбия, която става известна като Нова Каледония. Такива са форт Маклеод (днес община на езерото Маклеод), Форт Фрейзър и поста Стюард Лейк (днес Форт Сент-Джеймс).
Преговорите с Великобритания в течение на следващите десетилетия не довеждат до регулиране на претенциите по границата: спорът за Орегон става най-важната тема в геополитическата дипломация между Британската империя и младата американска република. Спорното съвместно владение на Великобритания и САЩ продължава до 15 юни 1846 г., когато, по Орегонския договор, Англия отстъпва правата си над земите. През 1841 г. Джеймс Синклеър, главен търговски агент на Компанията на Хъдсъновия залив, повежда около 200 заселника от колонията Червената река на запад, за да укрепи селищата около форт Ванкувър в опит да запази района на Колумбия под властта на Великобритания. Отрядът пресича Скалистите планини и навлиза в долината Колумбия, област в планините близо до съвременния Редиум-Хот-Спрингс в Британска Колумбия, а после се отправя на юг. Въпреки тези усилия, през 1846 г., Великобритания отстъпва правата си върху земите в района на Колумбия южно от 49-ия паралел на Съединените щати. Това решение на спора за граниите на Орегон е утвърдено в така наречения Орегонски договор.
Започвайки през 1842 г., Скалистите планини са пресечени от хиляди преселници. Мормоните започват да се заселват в близост до Голямото солено езеро през 1847 г. От 1859 до 1864 г., в щатите Колорадо, Айдахо, Монтана и Британска Колумбия са открити златни залежи, което предизвиква няколко трески за злато. Тогава в тези райони пристигат хиляди златотърсачи и миньори, които претърсват за залежи всяка планина и каньон. Те създават първата голяма индустрия в Скалистите планини. Само по време на златната треска в Айдахо е добито повече злато от златните треска в Калифорния и Аляска, взети заедно и това изиграва важна роля за финансирането на силите на Съюза по време на Американската гражданска война. През 1869 г. е завършено строителството на трансконтиненталната жп линия, а през 1872 г. е създаден първият национален парк в света – Йелоустоун. За трансконтиненталната железопътна линия в Канада отначало е обещано, че ще бъде изградена през 1871 г., но по политически причини, изграждането ѝ не е завършено до 1885 г. В крайна сметка тя е построена – след разглеждане на редица различни маршрути, трасето ѝ преминава през проходите Кикинг Хорс и Роджърс. Благодарение на далновидността на организаторите на железопътната линия, големи територии от канадските Скалисти планини са запазени като национални паркове – Джаспър, Глешър, Банф и Йохо, поставили началото на туристическа индустрия, която процъфтява и до днес. Глейшиърският национален парк в Монтана е създаден със същите намерения за туризъм по Северо-тихоокеанската железопътна линия. Въпреки че заселниците изпълват долините и миньорските градчета, опазването на околната среда започва веднага. През 1891 – 1892 г. президентът на САЩ Бенджамин Харисън създава няколко горски фонда в Скалистите планини. През 1905 г. президентът на САЩ Теодор Рузвелт разширява горския резерват Medicine Bow Forest Reserve, днес известен като национален парк „Скалисти планини“. Икономическото развитие започва с мините, горското и селското стопанство, местата за почивка, както и услугите, които ги съпътстват. Палатките и лагерите стават ферми и стопанства, фортовете и жп станциите се превръщат в селища, а селищата постепенно стават градове.

## Население
Населението в Скалистите планини е с малка гъстота, със среден показател четири души на квадратен километър (10 души на квадратна миля), и само няколко града с население над 50 000 души. Все пак, числеността на населението в Скалистите планини бързо расте в периода между 1950 и 1990 г. 40-годишният прираст на населението в различните щати се колебае в диапазона от 35 % в Монтана до около 150 % в Юта и Колорадо. Населението на редица планински градове и общини се е удвоило за последните 40 години. Например Джаксън Хоул в щата Уайоминг, се е увеличил с 260 % – от 1 244 на 4 472 жители за посочения период.

## Геология
Скалите в Скалистите планини са се образували преди планините да са повдигнати от тектонични сили. Най-старата скала е докамбрийска метаморфна скала, която формира ядрото на Северноамериканския континент. Налице е също така докамбрийски седиментен аргилит, датиращ от преди 1,7 милиарда години. По време на палеозоя, западната част на Северна Америка лежи под плитко море, което отлага много километри варовик и доломит.
Настоящите Скалистите планини са издигнати през Ларамийската орогенеза – между 80 и 55 млн. години назад. За канадските Скалистите планини, образуването напомня на избутването на килим по твърд дървен под: килимът се нагърчва, като образува бръчки (планини). В Канада, тераните и субдукция са силата, избутваща килима, седиментните скали са килима, а Канадския щит по средата на континента – дървения под.

## Екология и климат
Има широк кръг от фактори на околната среда в Скалистите планини. Те се простират между географски ширини между 59 °N в Британска Колумбия и Рио Гранде в Ню Мексико при 35 °N. Валежите варират от 250 mm годишно в южните долини и 1500 mm в северните. Средните януарски температури варират от 20 °F (−7 °C) до 43 °F (6 °C). От всичко това се разбира, че не съществува единна екологична система за цялата планинска верига.

## Флора и фауна
В по-южните, по-топли и по-сухи области растат различни видове борове, както и дъбове, смесени с борове. В по-северните, по-студени и влажни зони се намират ели, други видове борове и ели, смесен със смърч. Близо до горната граница на гората, зоните може да се състоят от бели борове, или смес от бял бор, ела и смърч. И накрая, реки и каньони могат да създадат уникални зони на горите в по-сухите части на планинската верига.
Дългорогите овце са намалели драстично след установяването на европейско-американските заселници на Скалистите планини. Но тук съществуват други животински видове като лосове, мулета и белоопашати елени, планински кози, черни мечки, мечки гризли, койоти, рисове, и росомахи. Например в Северна Америка, най-големите стада от лосове са в горите на Алберта, Британска Колумбия.
Състоянието на повечето видове в Скалистите планини е неизвестен, поради непълна информация. Европейско-американските заселници оказват неблагоприятно въздействие на местните видове. Примери на някои видове, които са намалели значително включват западна жаба, пъстърва, бели есетрови риби, бяла яребица, лебеди тромпетисти, и дългорогите овце. В Съединените щати хищници като мечки гризли и сиви вълци са насилствено преместени в други територии от първоначалните, но днес са се възстановили, което се дължи на мерките за опазване и консервация. Други видове, които са под защита включват плешив орел и сокол скитник.

## Икономика
Икономическите ресурси на Скалистите планини са разнообразни и в изобилие. Различни минерални находища включват значителни количества на мед, злато, олово, молибден, сребро, волфрам и цинк. Уайомингският басейн и няколко по-малки области съдържат значителни запаси на въглища, природен газ, нефтени шисти и нефт. Молибденът е използван в топлоустойчива стомана, с която се произвеждат коли и самолети. В северно Айдахо се произвежда сребро, олово и цинк. Канада има най-големите въглищни мини в Британска Колумбия и по-малки в Алберта.
Изоставени мини с техните токсични отпадъци са често явление в планинския пейзаж. Като пример, осемдесет годишната експлоатация на мини за цинк силно замърсяват реката и брега в близост до близо до Игъл Ривър в централната част на Северно Колорадо. Високите концентрации на метала носени от ручеи нанасят щети на водорасли, мъх и пъстърва. Икономически анализ на ефектите от минното дело показва намаляващи цени на имотите, намаляване качеството на водата, и загуба на възможности за отдих. Анализът също така разкрива, че почистването на реката би могло да даде 2,3 милиона долара допълнителни приходи от туризъм.
Скалистите планини съдържат няколко седиментни басейни, които са богати на въглищен метан. Той е природен газ, който възниква от въглищата при бактериално действие или чрез излагане на висока температура. Той доставя 7 % от природния газ, използван в САЩ. Най-големите източници на метан в Скалистите планини са в басейна на Сан Хуан в Ню Мексико и Колорадо и басейна на Паудър ривър в Уайоминг. Тези два басейна се смята че съдържат 38 трилиона кубически фута газ. Въглищният метан метан могат да бъде извлечен чрез обезводняване на находището, и отделяне на газа от водата, или инжектиране на вода за да се получи фрактура на въглищата за освобождаване на газа (така наречените хидравлични счупвания).
Земеделието и горското стопанство са основните индустрии. Селското стопанство включва сухоземно и поливно земеделие и паша на добитъка. Животновъдството често се мести от високопланински пасища през лятото до нископланински зимни пасища.

## Туризъм
Всяка година живописните места и възможностите за отдих в района на Скалистите планини привличат милиони туристи. Основните езици, на които се говори в региона са английски, испански и местни американски езици. В националните паркове на Канада официалният език е френски.
Хора от целия свят посещават Скалистите планини, за да ловуват, лагеруват и да участват в планински спортове. През летния сезон примери за туристически атракции са:
В САЩ:
- Пайкс Пийк
- Ройъл Гордж
- Национален парк Скалисти планини
- Йелоустоун
- Национален парк Гранд Тетон
- Национален парк Глетчер
- Национална зона за отдих Соутуут

В Канада, на територията на Скалистите планини са разположени националните паркове:
- Банф
- Джаспър
- Котенай
- Уотъртън Лейкс
- Йохо